# Gimme Shelter (film 1970)
(Ralph "Sonny" Barger, capo degli Hells Angels)
Gimme Shelter è un film documentario del 1970 sui Rolling Stones, diretto da Albert e David Maysles. Il titolo riprende la canzone omonima del gruppo britannico.
Negli Stati Uniti, la pellicola uscì il 6 dicembre 1970. Fu presentato fuori concorso al Festival di Cannes 1971.
Nel 1992 ne uscì una versione con nuovi dialoghi non censurati, mentre nel 2000 ne uscì una versione ulteriormente ampliata (in cui figura anche lo spogliarello di una ragazza), che venne distribuita anche nel circuito cinematografico.

## Trama
Il 6 dicembre 1969, quattro mesi dopo il festival di Woodstock, i Rolling Stones diedero un concerto gratuito nel nord della California, vicino Oakland. Vi parteciparono circa 300,000 persone, e gli organizzatori misero gli Hells Angels a proteggere il palco come servizio d'ordine. Armati con stecche da biliardo e coltelli, gli Angels passarono il concerto a picchiare gli spettatori secondo loro indisciplinati (ma anche uno dei componenti dei Jefferson Airplaine, che insieme ad altri gruppi precedettero l'arrivo degli Stones), uccidendo una persona, la quale aveva estratto una pistola tra il pubblico, e facendo tanti feriti. Il film monta a velocità frenetica parti recitate, violenza, i tentativi di Grace Slick e Mick Jagger di calmare le risse in corso, primi piani di giovani spettatori (che ballano, drogati, o sotto i colpi degli Angels).

## Versioni alternative
Oltre alle ri-edizioni del 1992 e del 2000, si è sempre vociferato su una possibile terza edizione. Stando ad Albert Maysles, regista, George Lucas era uno dei cameraman al concerto. Sfortunatamente la sua macchina da presa cadde in mezzo alla folla dopo aver ripreso oltre 100 metri di pellicola durante la notte. Tutto il suo girato venne ritenuto inaccettabile e non venne usato in nessuna delle versioni oggi in circolazione. Quasi tutte le versioni in commercio sono state però censurate: ad esempio, nella versione cinematografica statunitense originale, Mick Jagger diceva "cazzo" diverse volte. Nella versione DVD attuale, tutte le volte che dovrebbe dire la parola si sente un acuto di chitarra.

## Accoglienza
Il film venne accolto negativamente, a causa della violenza ivi mostrata e della crudezza di alcune sequenze. La stampa accusò addirittura la canzone Sympathy for the Devil, suonata al concerto, di incitare alla violenza manifestata durante la performance, i Rolling Stones non la cantarono più per oltre sei anni. Molti furono gli episodi ad alimentare la critica negativa, uno su tutti quello di Meredith Hunter, ucciso dagli Hells Angels durante Under My Thumb (prima si credeva fosse stato ucciso proprio durante Sympathy for the Devil).

## Colonna sonora
La colonna sonora è interamente composta da pezzi dei Rolling Stones, eccetto le tracce 7, 8 e 9:
1. Jumpin' Jack Flash
2. (I Can't Get No) Satisfaction
3. You Gotta Move
4. Wild Horses
5. Brown Sugar
6. Love in Vain
7. I've Been Loving You Too Long (To Stop Now)
8. The Other Side of This Life
9. Six Days on the Road
10. Honky Tonk Women
11. Street Fighting Man
12. Sympathy for the Devil
13. Under My Thumb
14. Gimme Shelter

## Slogan promozionali
- «The music that thrilled the world ... and the killing that stunned it!»
«La musica che ha scosso il mondo ... e la violenza che l'ha tramortita!».